# Namanga (Arusha)
Namanga ist ein Verwaltungsbezirk (Ward) und eine Stadt im Distrikt Longido in der tansanischen Region Arusha.

## Geografie
Namanga liegt im Norden von Tansania, etwa 80 Kilometer nördlich von Arusha an der Grenze zu Kenia. Es ist eine geteilte Stadt, deren Nordteil im Kajiado County von Kenia liegt. Der tansanische Teil wird im Süden vom Bezirk Kimokouwa umschlossen.
Namanga hat eine Fläche von 2,6 Quadratkilometern. Bei der Volkszählung 2022 lebten hier 12.340 Menschen in 4299 Haushalten.

## Gliederung
Der Bezirk besteht aus einer Gemeinden (Mtaa) mit sieben Stadtteilen (Kitongoji):
| Namanga - Mtaa wa Saba - Buguruni - Kisongo - Kisongo B - Kisongo C - Mlimani - Makao Mapya |

## Wirtschaft und Infrastruktur
- Handel: Der florierende Handel am Grenzübergang Namanga basiert auch darauf, dass die Massai auf beiden Seiten der Grenze seit Generationen in Frieden leben. Dies fördert nicht nur den lokalen Handel, sondern auch den Warenaustausch zwischen Kenia und Tansania insgesamt.[8] Durch die Einführung einer gemeinsamen Grenzübergangsstelle (One Stop Border Post) konnte die Abfertigungszeit von 2 Tagen auf 30 Minuten gesenkt werden. Der Grenzübergang ist 7 Tage die Woche von 0 bis 24 Uhr geöffnet.[9]
- Gesundheit: In der Stadt gibt es eine private Klinik für Augenkrankheiten[10] und eine staatliche Apotheke.[11]
- Bildung: Die Namanga Secondary School ist eine staatliche weiterführende Schule, die eine Ausbildung bis zur 4. Stufe anbietet.[12]